# Jens G. Nielsen
 Der er for få eller ingen kildehenvisninger i denne artikel, hvilket er et problem. Du kan hjælpe ved at angive troværdige kilder til de påstande, som fremføres i artiklen.

Jens Johan Gjerluff Nielsen (født 1. august 1951 i Skjern) er en dansk trommeslager, der dannede gruppen Gnags sammen med sin lillebror Peter A.G. Nielsen i 1966. Nielsen var medlem af Gnags fra 1966-1996.
Var i 1975 også med til at starte lydstudiet Feedback Recording samt pladeselskabet Genlyd Grammofon. Op igennem 70'erne og 80'erne arbejdede Nielsen som både lydtekniker og producer. Genlyd blev i 1990 solgt til multinationale BMG Music og op igennem 90'erne arbejdede Jens som A&R Manager for BMG. Efter fusion med Sony Music i 2004 fortsatte han i det nye selskab. I 2008 overtog Sony Music alle aktier i selsabet og Jens er fortsat ansat her.
Har arbejdet med kunstnere som Thomas Helmig, Henning Stærk, Søs Fenger, Caroline Henderson, Marie Frank, Lis Sørensen, Malurt, Michael Falch, Kashmir, Outlandish og The Fashion.
Jens er storebror til Peter A.G. Nielsen og Elisabeth Gjerluff Nielsen. 